# Potluck

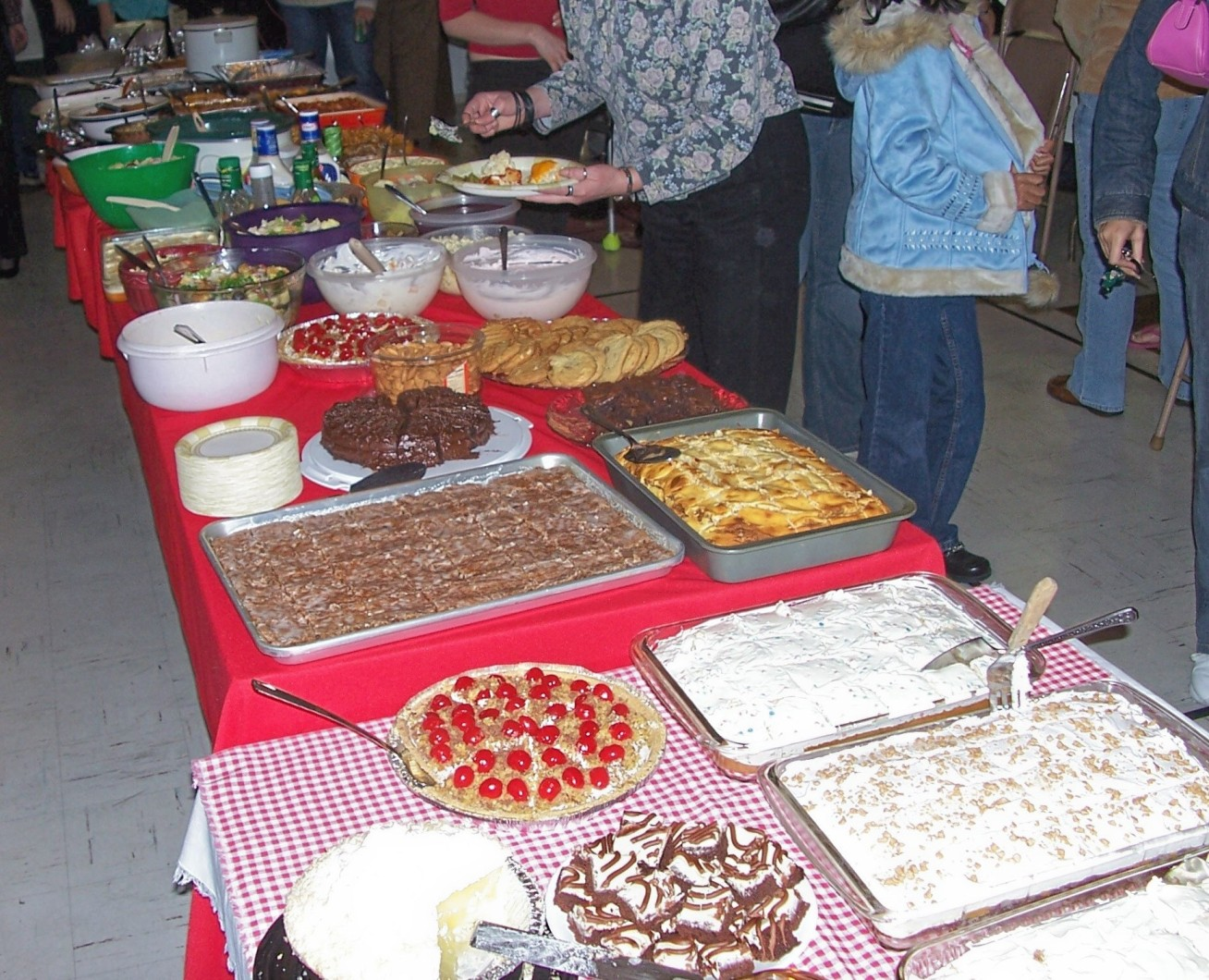
Un repas partagé organisé par les membres d'une église.

En Amérique du Nord (États-Unis, Canada), le potluck (en français « repas communautaire », « repas partagé ») est un rassemblement autour d'un repas où chaque convive est censé apporter un plat à partager avec le groupe. Selon le cas, on parle en anglais de potluck dinner, potluck supper ou encore potluck party. 
Souvent associée à des groupes religieux, l'habitude du potluck se répand facilement au-delà de ces communautés, comme chez les étudiants, car c'est une manière pratique et peu onéreuse d'inviter du monde à la maison.

## Origine linguistique
Le mot anglais potluck vient de l'expression It's potluck, « C'est à la fortune du pot ». Dans potluck, il y a l'idée de simplicité (on met au même pot) et celle de hasard (on trouve ce que chacun a apporté). Même s'il lui ressemble, le mot ne vient pas du chinookan « Potlash », car la tradition date d'avant la colonisation européenne des Amériques. 

## Terminologie francophone
Au Canada francophone, on parle de « repas-communautaire » ou de « repas-partage ».
En France, on parle de « repas auberge espagnole » ou de « repas-partage » ou encore de « repas partagé ». 
En Suisse romande, on parle de « buffet canadien », « repas canadien » , « souper canadien », « pique-nique canadien ».